# Гамбург-Финкенвердер (аэропорт)
Аэропорт Гамбург-Финкенвердер — маленький аэропорт на юго-западе Гамбурга, является базой Airbus в Германии. Имеет статус специального. В этом аэропорту совершают посадку преимущественно самолеты типа Airbus A318, A319, ожидаются A320. Единственная авиалиния — частная PrivatAir.
В аэропорту расположен специальный центр по передаче заказчикам самолетов Airbus А380, головное предприятие германского филиала консорциума Airbus в северогерманском Гамбурге.
На предприятии в гамбургском пригороде Финкенверде собирается один из сегментов фюзеляжа Airbus А380, который затем отправляется для окончательного монтажа во французскую Тулузу. Затем Airbus А380 возвращаются в Гамбург для покраски и полного оснащения пассажирского салона.
1. ↑  ECCAIRS 4.2.8 Data Definition Standard Location Indicators by State — Международная организация гражданской авиации.
2. 1 2  Сборник аэронавигационной информации